# Saint-Georges-de-Luzençon
 Saint-Georges-de-Luzençon  (en occitano Sent Jòrdi) es una población y comuna francesa, situada en la región de Mediodía-Pirineos, departamento de Aveyron, en el distrito de Millau y cantón de Millau-Ouest.

## Demografía
| 861 | 827 | 777 | 1027 | 1144 | 1301 |
| Para los censos de 1962 a 1999 la población legal corresponde a la población sin duplicidades (Fuente: INSEE [Consultar]) |     |     |      |      |      |